# L'altra faccia degli eroi
(Sergio Romano, Corriere della Sera)
L'altra faccia degli eroi (Come la fortuna e la stupidità hanno cambiato la storia) è un libro scritto dall'autore austriaco Erik Durschmied. È stato pubblicato nel 2002. Il libro è principalmente storico, con tratti umoristici, e tratta diversi eventi che ripercorrono la storia del pianeta.
Il libro tratta diversi argomenti della storia a partire da Attila e gli Unni, fino ad arrivare alla Seconda guerra mondiale e la Guerra del Vietnam. Numerose battaglie sono analizzate da Durschmied, con ampio senso critico e alcuni tratti di umorismo. Il libro racconta di alcuni piccoli errori apparentemente irrilevanti che hanno deciso battaglie, e di come questi piccoli errori possano determinare esiti di battaglie. Gli argomenti storici trattati sono svariati: la guerra del Vietnam, la Seconda Guerra Mondiale, l'invasione degli Unni e la disfatta del Generale Custer, solo per citarne alcuni.

## Edizioni
- Erik Durschmied, L'altra faccia degli eroi, traduzione di Franca Genta Bonelli, Piemme, 2003,  p. 495, ISBN 88-384-6963-6.